# La Pointe d'argent
La Pointe d'argent (titre originel : The Silver Spike) est le titre du quatrième volet du Cycle de la Compagnie noire, cette œuvre paraît en 1989 dans sa première édition anglaise. La maison d'édition L'Atalante publie ce livre en 2002, malgré le fait que son action se situe chronologiquement entre les Livres du Nord et les Livres du Sud (ce dernier sous-cycle ayant débuté en France avec la publication de Jeux d'ombres en 2001).
Cette œuvre a été traduite de l'américain au français par Frank Reichert.
Jeu de chassé-croisé entre le long cheminement de la Compagnie vers le Sud et l’apogée de « l’empire » du Boiteux, la pointe d’argent élucide les mystères délaissés par Toubib et Madame et s’illustre comme l’un des tomes les plus sombres de la saga de la Compagnie noire.
Sous la plume de Philodendron Casier, La Pointe d’argent découvre le style morne, brutal et dérangeant d’un soldat perdu dans les tourments de son époque, dernier ami vacillant d’un Corbeau à bout de souffle et las de toutes ces guerres.

## Résumé
Quelque temps après le départ de Madame et de Toubib pour le royaume mythique du Khatovar, la pointe d’argent contenant l’essence maléfique du Dominateur devient le centre de nombreuses attentions : celles de Magiciens bons ou mauvais, celles de sbires impériaux avides de pouvoir et celles de voleurs. C’est ainsi que Smed, Poisson, Tully et  Timmy se mettent à conspirer le vol de la pointe. Une tentative qui s’allie aux échecs cuisants de Saigne-Crapeau-le-Chien à sauver le Boiteux, œuvre qu’il parachèvera avec la destruction partielle du « fils » de l’Arbre Ancêtre dans un torrent de flamme.
Le retour du Boiteux est annonciateur de malheur et alors que la pointe tue un à un chacun de ses ravisseurs, les armées du dernier des Asservis marchent sur les traces de Madame, rasant chaque ville et chaque village, tourmentant hommes, femmes, vieillards et enfants. C’est le règne du chaos et de la terreur. Chérie, Silence, Casier et Corbeau se relèvent à l’unisson contre le despote, tout comme les anciens régents et valets de Madame que sont Exil, Finetisse et sa jumelle. Détruire la pointe d’argent, convoitée par le Boiteux, est un enjeu impossible mais qu’il faut se résoudre à accomplir. Et cela, même Bomanz l’a compris.

## Citation
« Ce qu’ils ont exhumé des décombres avait la forme d’un serpent d’obsidienne, raide comme une flèche qui mesurait trois mètres de long et quinze centimètres de diamètre. Ses détails étaient d’une incroyable finesse. Ses yeux rubis luisaient comme des braises. Les hommes-médecine ont chancelé sous son poids. L’un d’eux a pesté contre la chaleur qu’il exhalait encore.
L’homme d’osier a esquissé son terrible sourire. Il a entonné un chant occulte dans un  murmure sans souffle.
Le serpent d’obsidienne s’est peu à peu transformé.
La vie se déversait en lui. Il a ondulé. Il a déployé des ailes, de longues ailes de suie, qui étendaient une ombre absolument opaque. Ses yeux rouges se sont embrasés comme des trappes brutalement ouvertes sur la plus chaude des forges. Des serres brillantes comme des couteaux d’obsidienne on déchiré l’air. Un terrible cri s’est échappé de la gueule garnie de crocs noirs acérés. L’haleine du monstre a jeté une lueur puis s’est éteinte. Il a cherché à se libérer le regard braqué sur le feu le plus proche.
L’homme d’osier a hoché la tête. Les chamans l’ont lâché. Le monstre a battu de ses ailes d’ombre et s’est précipité sur le feu. Il s’est mis à l’avaler comme de la vase un tison. L’homme d’osier a acquiescé, rayonnant. Ses lèvres continuaient de former des mots.
Le feu s’est éteint, englouti. La chose s’est précipitée sur d’autres flammes puis d’autres encore… »
Extrait p. 128-129, La Pointe d'argent, Glen Cook